# Palais Ugarte

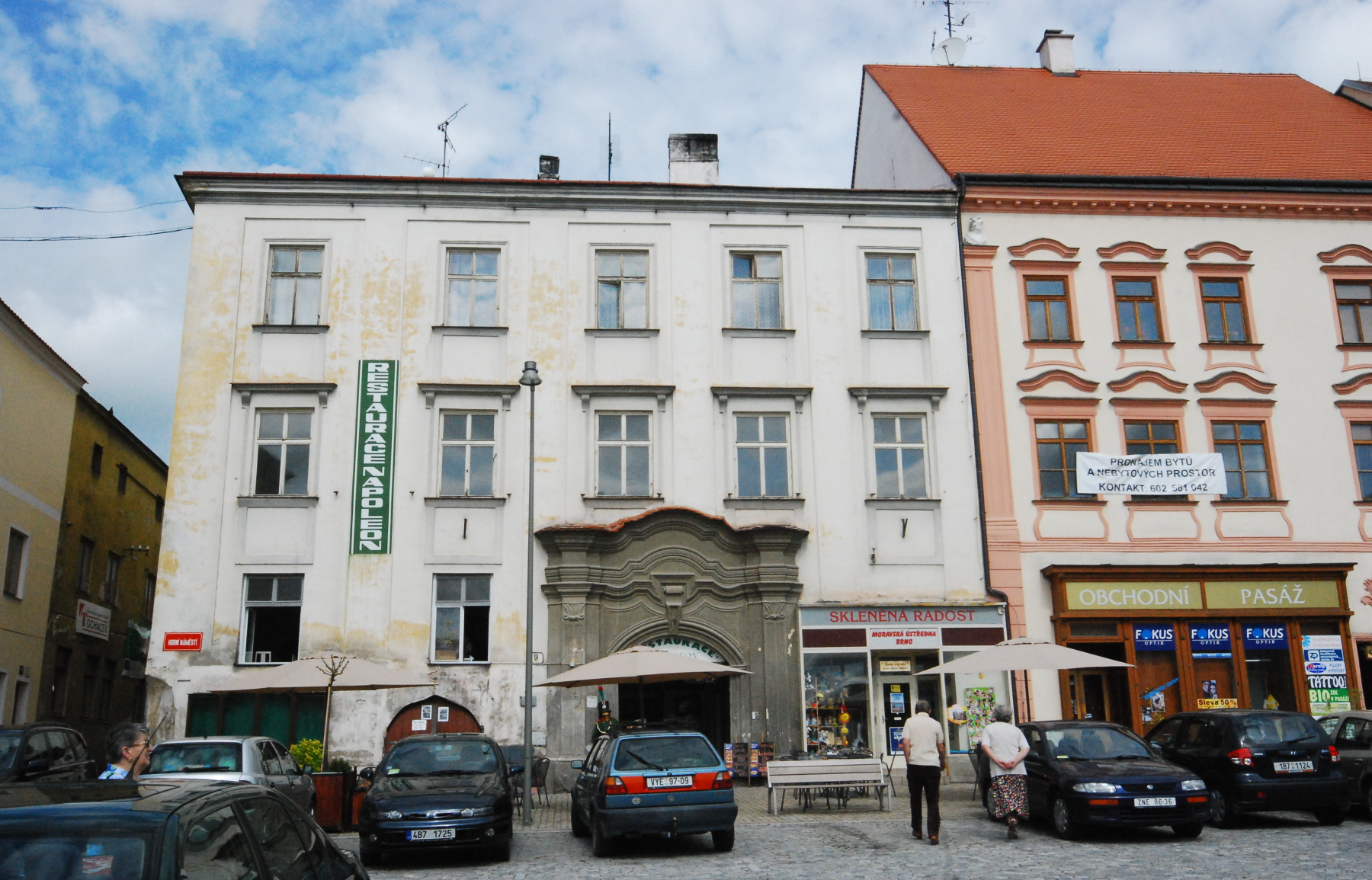
Palais Ugarte in Znojmo

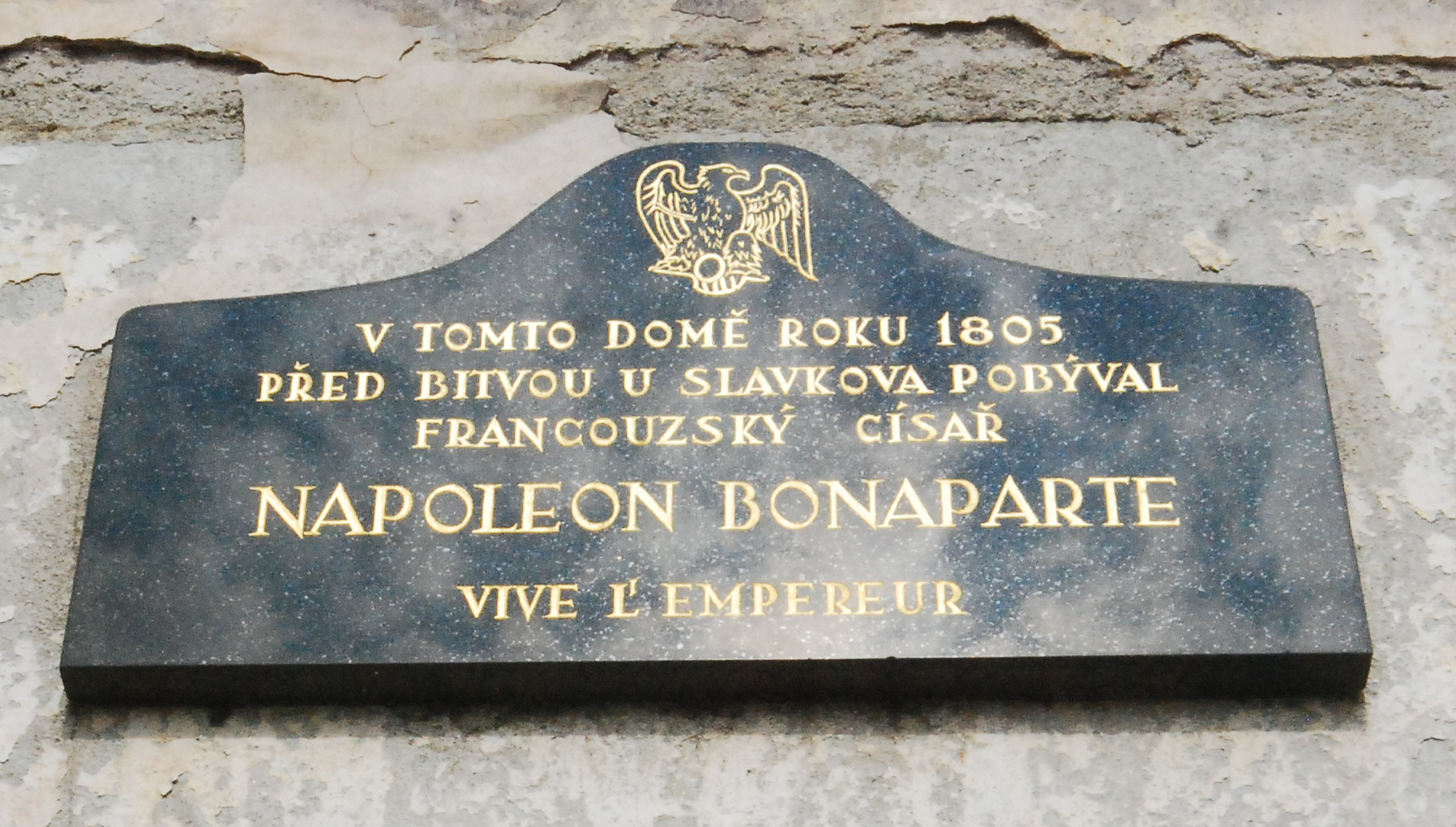
Gedenktafel an Napoleon Bonaparte

Das Palais Ugarte ist ein Gebäude auf dem Horní náměsti (deutsch: Oberer Platz) in der Stadt Znojmo (Znaim) in Tschechien.

## Geschichte
Ursprünglich wurde das Palais Ugarte als einstöckiges Renaissancegebäude mit geräumigen Maßhaus in der zweiten Hälfte des 16. Jahrhunderts errichtet. Von der Bürgerfamilie Peter Wallin wurde das Haus zunächst von der Stadt erworben und 1680 an die in Jevišovice ansässigen Herren de Souches verkauft. Diese ließen das Palais im Barockstil mit einem besonders auffälligen Portal umbauen. Der Bau des zweiten Stockwerks erfolgte erst in der zweiten Hälfte des 19. Jahrhunderts. Nach dem 1736 erfolgten Aussterben der Familie de Souches ging die Herrschaft Jevišovice gemeinsam mit dem Znaimer Palais in das Eigentum der Grafen von Ugarte über.
Im November 1805 verbrachte Napoleon Bonaparte hier zwei Nächte. Eine Gedenktafel an der Fassade des Palais Ugarte erinnert an dieses Ereignis und auch der Name des im Haus befindlichen Restaurant Napoleon nimmt darauf Bezug.